# Euderomphale ezzati
Euderomphale ezzati är en stekelart som beskrevs av Abd-rabou 1998. Euderomphale ezzati ingår i släktet Euderomphale och familjen finglanssteklar.
Artens utbredningsområde är Egypten. Inga underarter finns listade i Catalogue of Life.